# Associazione Sportiva Taranto 1962-1963
Questa pagina raccoglie le informazioni riguardanti l'Associazione Sportiva Taranto nelle competizioni ufficiali della stagione 1962-1963.

## Rosa
| N. |                   | Ruolo | Calciatore                 |
| -- | ----------------- | ----- | -------------------------- |
|    | Italia (bandiera) | C     | Gino Bertucco              |
|    | Italia (bandiera) | A     | Pietro Biagioli (capitano) |
|    | Italia (bandiera) | C     | Umberto Buonfrate          |
|    | Italia (bandiera) | A     | Cervino                    |
|    | Italia (bandiera) | D     | Franco Cioni               |
|    | Italia (bandiera) | C     | Antonio Colomban           |
|    | Italia (bandiera) | D     | Giuseppe Di Serio          |
|    | Italia (bandiera) | A     | Paolo Erba                 |
|    | Italia (bandiera) | C     | Vincenzo Ferrulli          |
|    | Italia (bandiera) | D     | Giovanni Manzella          |

| N. |                   | Ruolo | Calciatore          |
| -- | ----------------- | ----- | ------------------- |
|    | Italia (bandiera) | A     | Antonio Marangi     |
|    | Italia (bandiera) | D     | Giordano Martinelli |
|    | Italia (bandiera) | A     | Luigi Martinelli    |
|    | Italia (bandiera) | A     | Gianni Meanti       |
|    | Italia (bandiera) | P     | Nello Orlandi       |
|    | Italia (bandiera) | D     | Giuliano Piovanelli |
|    | Italia (bandiera) | A     | Giuseppe Placella   |
|    | Italia (bandiera) | D     | Romano Pontrelli    |
|    | Italia (bandiera) | C     | Vincenzo Spadaro    |
|    | Italia (bandiera) | C     | Franco Zanara       |